# Сондланд, Гордон
Го́рдон Дэ́вид Со́ндланд (англ. Gordon David Sondland; 16 июля 1957) — американский предприниматель, основатель и председатель правления «Provenance Hotels» и соучредитель торгового банка «Aspen Capital». В 2016 году пожертвовал предвыборному фонду Дональда Трампа миллион долларов на проведение избирательной кампании и после победы Трампа был назначен послом США в Евросоюзе.

## Посол США
12 марта 2018 года The Wall Street Journal сообщила, что президент Дональд Трамп назначил Сондланда послом США в Евросоюзе. 10 мая Белый дом объявил, что кандидатура Сондланда была направлена в Сенат США. Сенат США подтвердил его кандидатуру 28 июня 2018 года. 9 июля Сондланд вручил верительные грамоты президенту Европейского совета Дональду Туску .
В качестве посла Сондланд считал приоритетной задачей укрепление торговых отношений США и ЕС. Он выступал за усиление экономического партнёрства США и ЕС с целью противодействия тому, что Сондланд назвал «экономической агрессией и недобросовестной торговой практикой» со стороны КНР.
Сондланд принимал активное участие в продвижении американской внешней политики в отношении Европы, настаивая на выходе Евросоюза из ядерной сделки с Ираном и прекращении строительства газопровода «Северный поток-2», утверждая, что трубопровод увеличит энергетическую зависимость Евросоюза от России.

## Скандал Трамп — Зеленский
В 2019 году в ходе расследования в Конгрессе США, предваряющего объявление импичмента Дональду Трампу, стало известно о причастности Сондланда к политическому скандалу — обвинению президента Дональда Трампа в давлении на президента Украины Владимира Зеленского с целью получения компромата на бывшего вице-президента США Джо Байдена.
Выступая на публичных слушаниях в спецкомитете Палаты представителей Конгресса, где обсуждался импичмент президента Трампа, Сондланд признал, что Трамп действительно давил на Владимира Зеленского, требуя открыть расследование против Хантера, сына бывшего вице-президента США Джо Байдена. СМИ называют Сондланда ключевым свидетелем против Трампа. Демократы в Палате представителей, организовавшие расследование, считают Сондланда одним из основных проводников «неофициальной дипломатии» президента Трампа в отношении Украины, исполнителем его желания обменять военную помощь этой стране на выгодные лично президенту расследования.
На ведущую роль Сондланда ранее в своих показаниях указывал Александр Виндман, высокопоставленный сотрудник Совета национальной безопасности. По его словам, 10 июля 2019 года в Белый дом прибыла украинская делегация во главе с Александром Данилюком — тогдашним секретарем СНБО Украины — для обсуждения встречи Дональда Трампа и Владимира Зеленского. В разговор «вмешался» господин Сондленд, заявивший, что прежде чем организовывать встречу, украинская сторона должна сначала представить «результат», то есть «конкретные расследования».